# Mark M. Davis

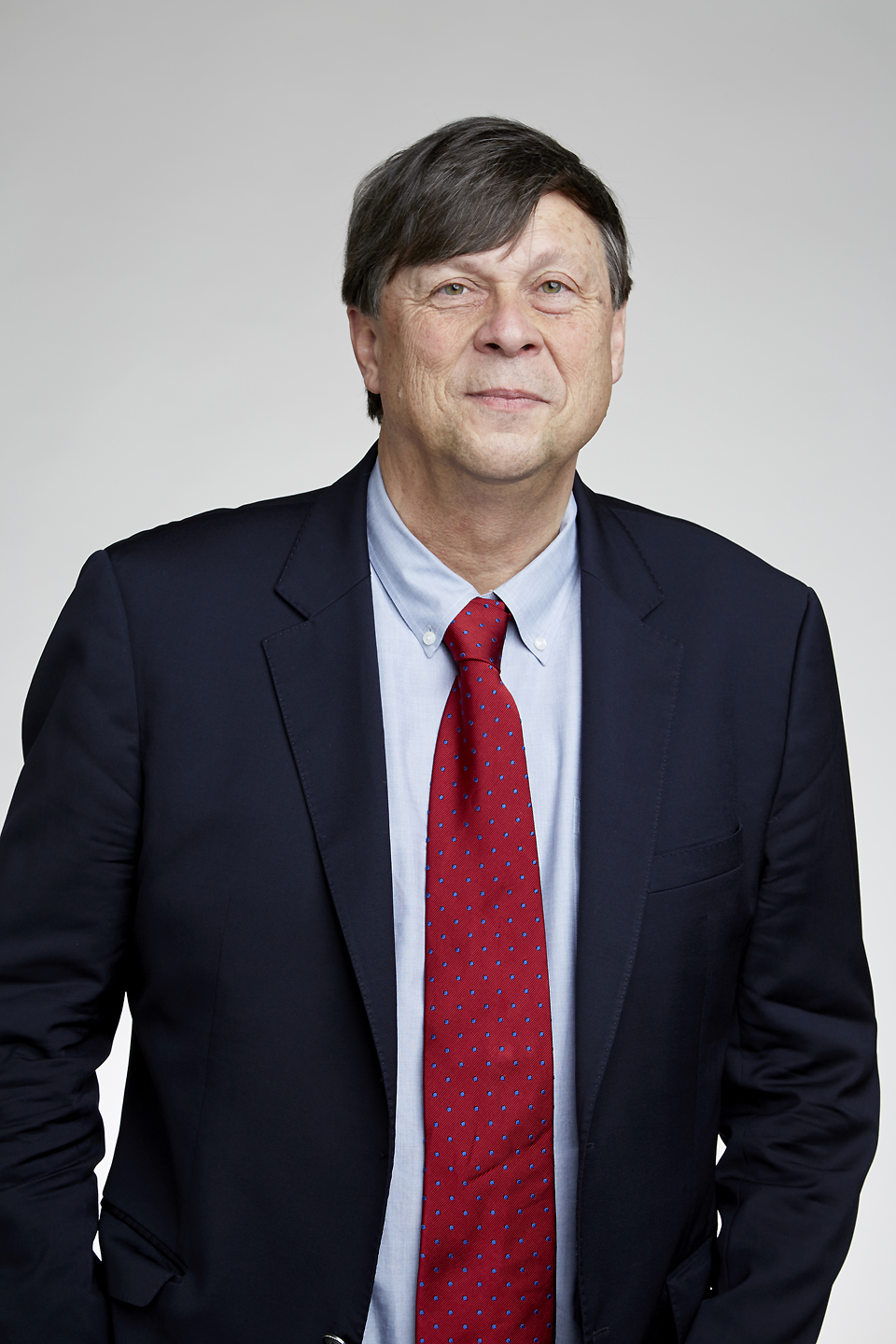
Mark M. Davis

Mark Morris Davis (* 27. November 1952 in Paris) ist ein US-amerikanischer Molekularbiologe und Immunologe und Professor an der Stanford University in Stanford, Kalifornien.

## Leben
Davis erwarb 1974 einen Bachelor an der Johns Hopkins University in Baltimore, Maryland, und 1981 einen Ph.D. am California Institute of Technology (Caltech) in  Pasadena, Kalifornien, beide im Fach Molekularbiologie. Als Postdoktorand arbeitete er im immunologischen Labor in den National Institutes of Health (NIH) in Bethesda, Maryland. Eine erste Professur (Assistant Professor 1983, Associate Professor 1986) erhielt er in der Abteilung für Mikrobiologie und Immunologie der Stanford University School of Medicine in Stanford, Kalifornien. Seit 1991 ist er dort ordentlicher Professor, von 2002 bis 2004 war er Institutsleiter (Chair). Seit 1987 forscht er zusätzlich am Howard Hughes Medical Institute in Stanford. Seit 2004 ist er Direktor des Stanford Institute for Immunity, Transplantation and Infection.

## Wirken
Davis erforschte die Gene der T-Zellen von Mäusen. In seinen Arbeiten konnte er zeigen, dass T-Lymphozyten eine eigene genetische Ausstattung haben, mit denen Millionen verschiedene T-Zell-Rezeptoren gebildet werden können (siehe V(D)J-Rekombination). Durch Analyse der identifizierten und sequenzierten Gene des T-Zell-Rezeptors konnten viele seiner strukturellen Einzelheiten erschlossen werden, die sie mit Antikörpern gemeinsam haben. Davis entwickelte zelluläre und molekulare Techniken, um die Antigen-Spezifität von T-Zellen im Gewebe zu untersuchen.

## Auszeichnungen (Auswahl)
- 1985 Passano Young Scientist Award gemeinsam mit James Edward Rothman[1]
- 1986 Eli Lilly and Company Research Award
- 1987 Howard Taylor Ricketts Award
- 1989 Gairdner Foundation International Award[2]
- 1993 Mitgliedschaft in der National Academy of Sciences
- 1995 König-Faisal-Preis[3]
- 1996 Alfred P. Sloan, Jr. Prize gemeinsam mit Tak W. Mak[4]
- 1996 Pius-XI.-Medaille
- 2000 Mitgliedschaft in der American Academy of Arts and Sciences[5]
- 2000 William B. Coley Award[6]
- 2004 Paul-Ehrlich-und-Ludwig-Darmstaedter-Preis gemeinsam mit Tak W. Mak[7]
- 2016 Auswärtiges Mitglied der Royal Society
- 2021 Szent-Györgyi Prize gemeinsam mit Tak W. Mak